# Slavorum Apostoli
Slavorum Apostoli (Latijn voor: Over de Apostelen van de Slavische landen) is de vierde encycliek van paus Johannes Paulus II en verscheen op 2 juni 1985.
Deze encycliek werd geschreven naar aanleiding van de herdenking dat de Heilige Cyrillus van Saloniki en Methodius 11 eeuwen geleden hun missiewerk begonnen onder de Slavische volkeren. De diepe verbondenheid van de Paus met de oosterse christelijke traditie komt erin tot uiting en hij drukt er zijn wens uit dat het herstel van de eenheid tussen de Katholieke en Orthodoxe Kerken er ooit zou komen.
De encycliek is zo geschreven dat zij ook in Midden- en Oost-Europa gelezen kon worden. De kern van de encycliek is de stelling dat zendingswerk zich moet aansluiten bij het goede, het ware en het schone dat in elke cultuur aanwezig is.
Naast deze encycliek schreef Paus Johannes Paulus II in 1995 nog een tweede encycliek waar het thema van de oecumene aan bod komt (Ut Unum Sint).